# Adolfo Aristarain
Adolfo Aristarain est un réalisateur argentin né le 19 octobre 1943 à Buenos Aires.

## Filmographie
- 1978 : La parte del león
- 1980 : La playa del amor
- 1980 : La discoteca del amor
- 1981 : Le Temps de la revanche
- 1982 : Últimos días de la víctima
- 1987 : The Stranger
- 1992 : Un lieu dans le monde (Un lugar en el mundo)
- 1995 : La ley de la frontera
- 1997 : Martín (Hache)
- 2002 : Lugares comunes
- 2004 : Roma